# Comuna Agriș, Satu Mare
Agriș (în maghiară: Egri) este o comună în județul Satu Mare, Transilvania, România, formată din satele Agriș (reședința) și Ciuperceni.

## Demografie
Componența etnică a comunei Agriș
     Maghiari (53,47%)
     Români (29,92%)
     Ucraineni (6,6%)
     Alte etnii (0,11%)
     Necunoscută (9,9%)
Componența confesională a comunei Agriș
     Reformați (37,03%)
     Romano-catolici (16,61%)
     Ortodocși (13,48%)
     Penticostali (12,23%)
     Greco-catolici (7,57%)
     Martori ai lui Iehova (1,08%)
     Alte religii (1,65%)
     Necunoscută (10,35%)
Conform recensământului efectuat în 2021, populația comunei Agriș se ridică la 1.758 de locuitori, în scădere față de recensământul anterior din 2011, când fuseseră înregistrați 2.003 locuitori. Majoritatea locuitorilor sunt maghiari (53,47%), cu minorități de români (29,92%) și ucraineni (6,6%), iar pentru 9,9% nu se cunoaște apartenența etnică. Din punct de vedere confesional, cei mai mulți locuitori sunt reformați (37,03%), cu minorități de romano-catolici (16,61%), ortodocși (13,48%), penticostali (12,23%), greco-catolici (7,57%) și martori ai lui Iehova (1,08%), iar pentru 10,35% nu se cunoaște apartenența confesională.
Monumentul istoric din localitate este Biserica Reformată.

## Politică și administrație
Comuna Agriș este administrată de un primar și un consiliu local compus din 11 consilieri. Primarul, Elek Szabó[*], de la Uniunea Democrată Maghiară din România, este în funcție din octombrie 2020. Începând cu alegerile locale din 2024, consiliul local are următoarea componență pe partide politice:
|  | Partid                                 | Consilieri | Componența Consiliului | Componența Consiliului | Componența Consiliului | Componența Consiliului | Componența Consiliului |
|  | -------------------------------------- | ---------- | ---------------------- | ---------------------- | ---------------------- | ---------------------- | ---------------------- |
|  | Uniunea Democrată Maghiară din România | 5          |                        |                        |                        |                        |                        |
|  | Alianța Maghiară din Transilvania      | 3          |                        |                        |                        |                        |                        |
|  | Partidul Național Liberal              | 2          |                        |                        |                        |                        |                        |
|  | Forța Dreptei                          | 1          |                        |                        |                        |                        |                        |